# Toomas Vint

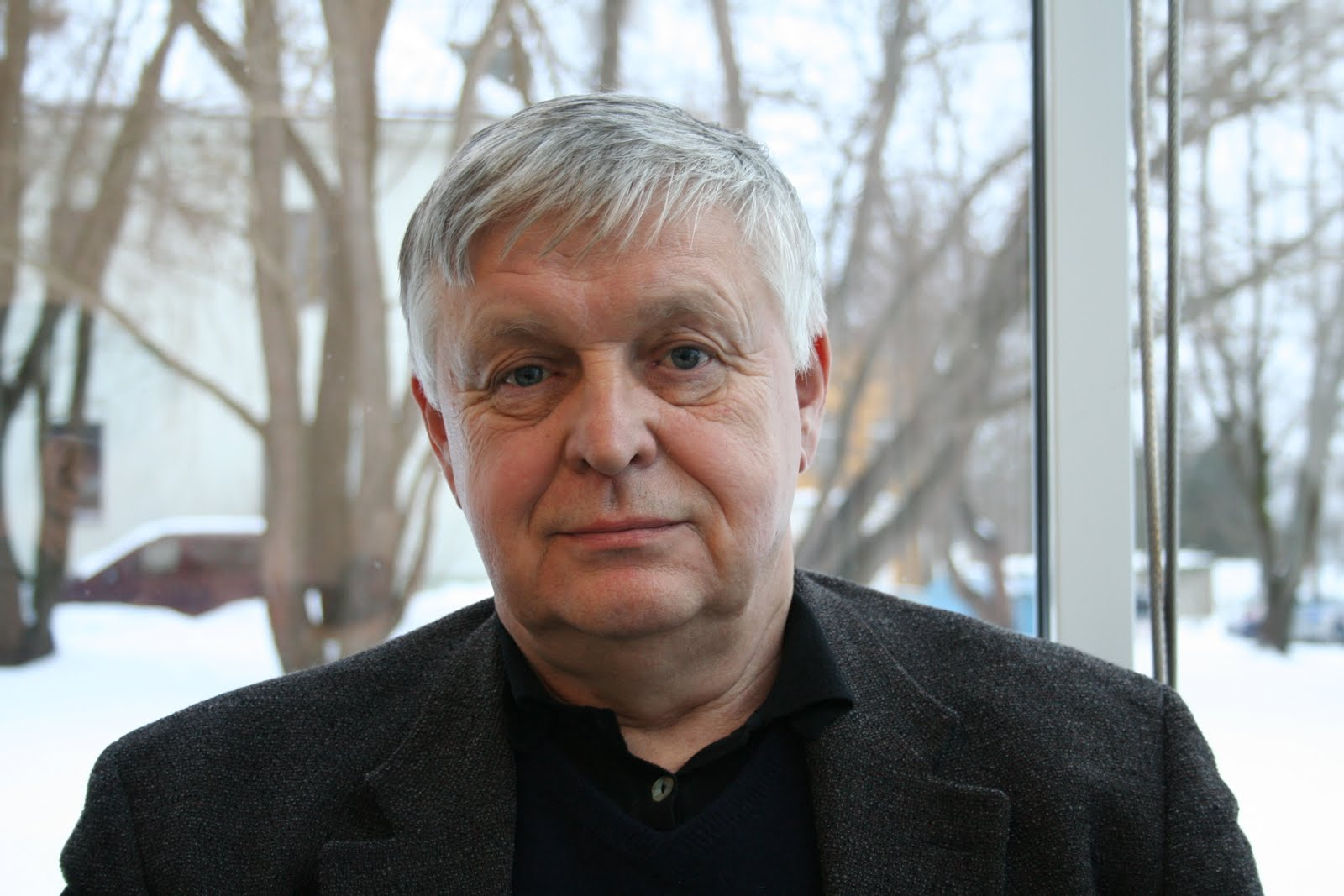
Toomas Vint

Toomas Vint (nascido a 5 de março de 1944 em Tallinn) é um pintor e escritor estoniano.

## Prémios
- 1986: Prémio Konrad Mägi[1]
- 2012: Ordem da Estrela Branca, III classe[2]

## Obras literárias
- Suitsupilvides unistus (colecção de poesia, 1968)
- Perekondlikud mängud (conto, 1977)
- Kojamehe naine (romance, 1990)
- Minu abielu prostituudiga (romance, 2003)
- Üüriline (romance, 2009)